# Burg Fukui
Die Burg Fukui (japanisch 福井城, Fukui-jō) ist eine japanische Burg in der Stadt Fukui in der Präfektur Fukui. Sie war 1868 Sitz eines Matsudaira-Zweiges mit 670.000 Koku Einnahmen, die über das Lehen (han) Fukui herrschten.

## Geschichte
Im Jahr 1600, nach der Schlacht von Sekigahara, erhielt Yūki Hideyasu (結城 秀康; 1574–1607), zweiter Sohn Tokugawa Ieyasus, die Burg Kita-no-shō (北ノ庄城, Kitanoshō-jō) in der Provinz Echizen und begann mit im folgenden Jahr mit dem Bau einer neuen Burg einen Kilometer nördlich. Dabei wurden der Fluss Asuwa und seine Nebenflüsse in das Grabensystem einbezogen. Der innere Burgring und der zweite sollen von Ieyasu persönlich umrissen worden sein. Der Burgturm, der 1606 fertiggestellt wurde, hatte fünf Stockwerke, die nach außen zu vier Ebenen zusammengefasst worden waren. Der Turm war mit der Basis 37 m hoch, ging aber in einem Brand 1619 verloren und wurde nicht wieder aufgebaut.
Ab 1604 konnte Hideyasu den Namen Matsudaira führen und begründete die Echizen-Linie der Matsudaira. 1623 wurde sein Sohn wegen Vernachlässigung seiner Pflichten ins Exil geschickt; sein Bruder Tadamasa, Oberhaupt des Lehens Takada, wurde 1624 sein Nachfolger. Nach der Quelle am Burgturm Fuku-no-i wurden die Burg und die Stadt in Fukui (福居 bzw. 福井) umbenannt.
In den Jahren 1659 und 1669 richteten Brände Zerstörungen an, wobei beim zweiten Brand der Bergfried verloren ging. Er wurde nicht wieder aufgebaut. Stattdessen wurden einige dreistöckige Wachtürme (yagura) erbaut.
Nach der Meiji-Restauration wurden 1871 die auf dem Burggelände befindlichen Gebäude abgerissen und die äußeren Gräben zugeschüttet. Im April 1923 wurde die Präfekturverwaltung auf das Gelände verlegt und das weitere Burggelände in die Struktur der Stadt einbezogen.

## Galerie

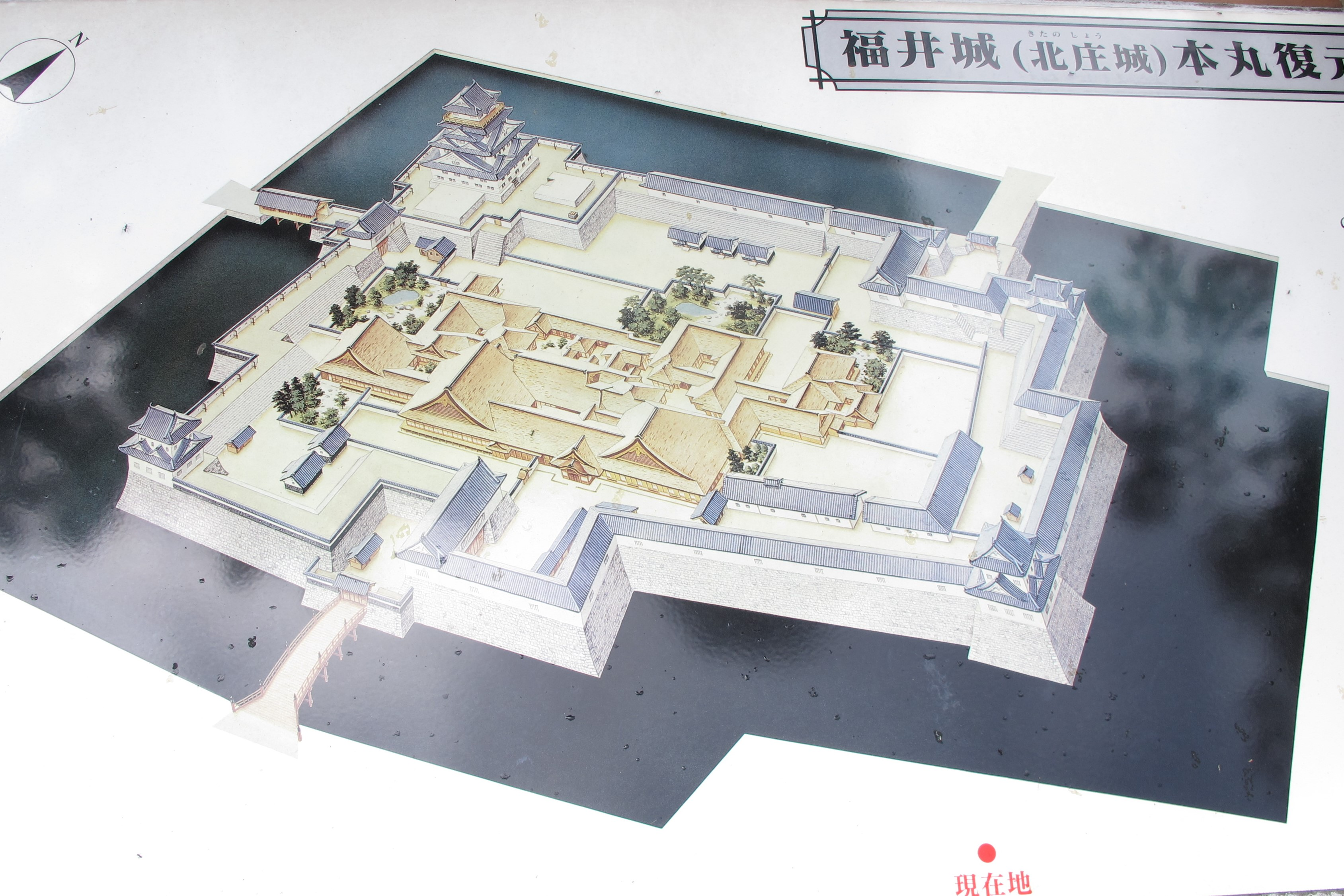
Übersicht über die Burg Oben an der Ecke der Burgturm
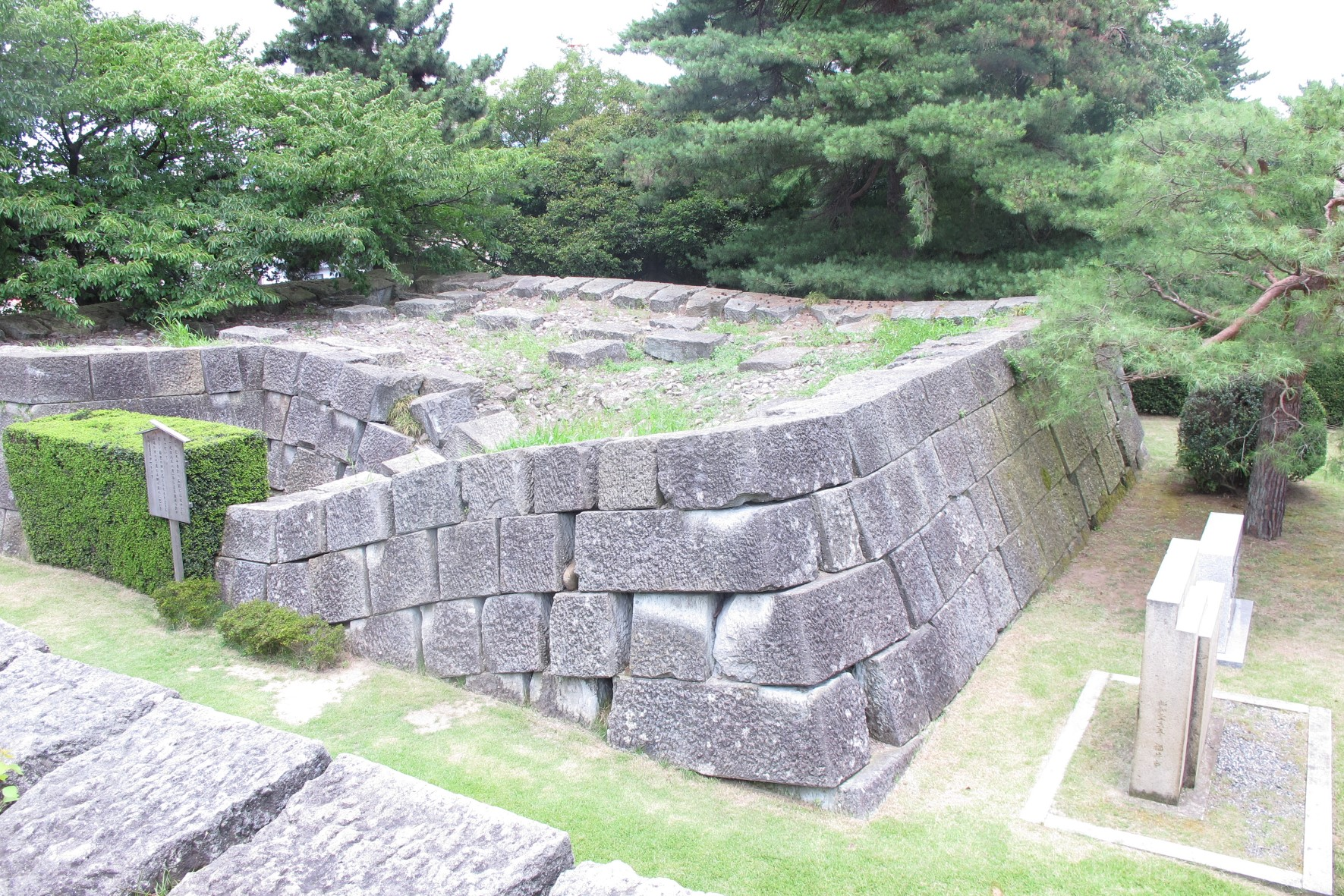
Basis des Bergfrieds
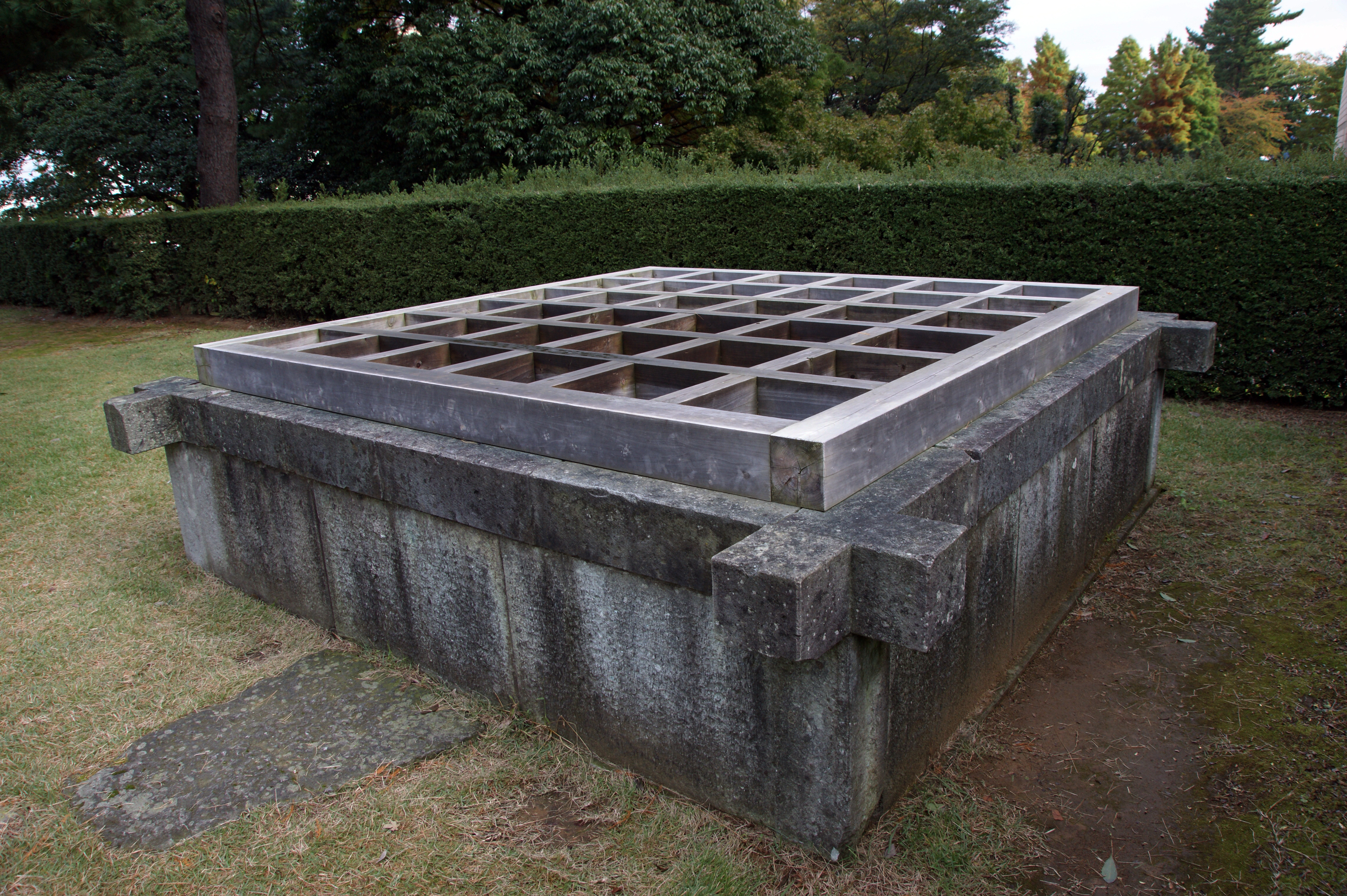
Quelle Fuku-no-i
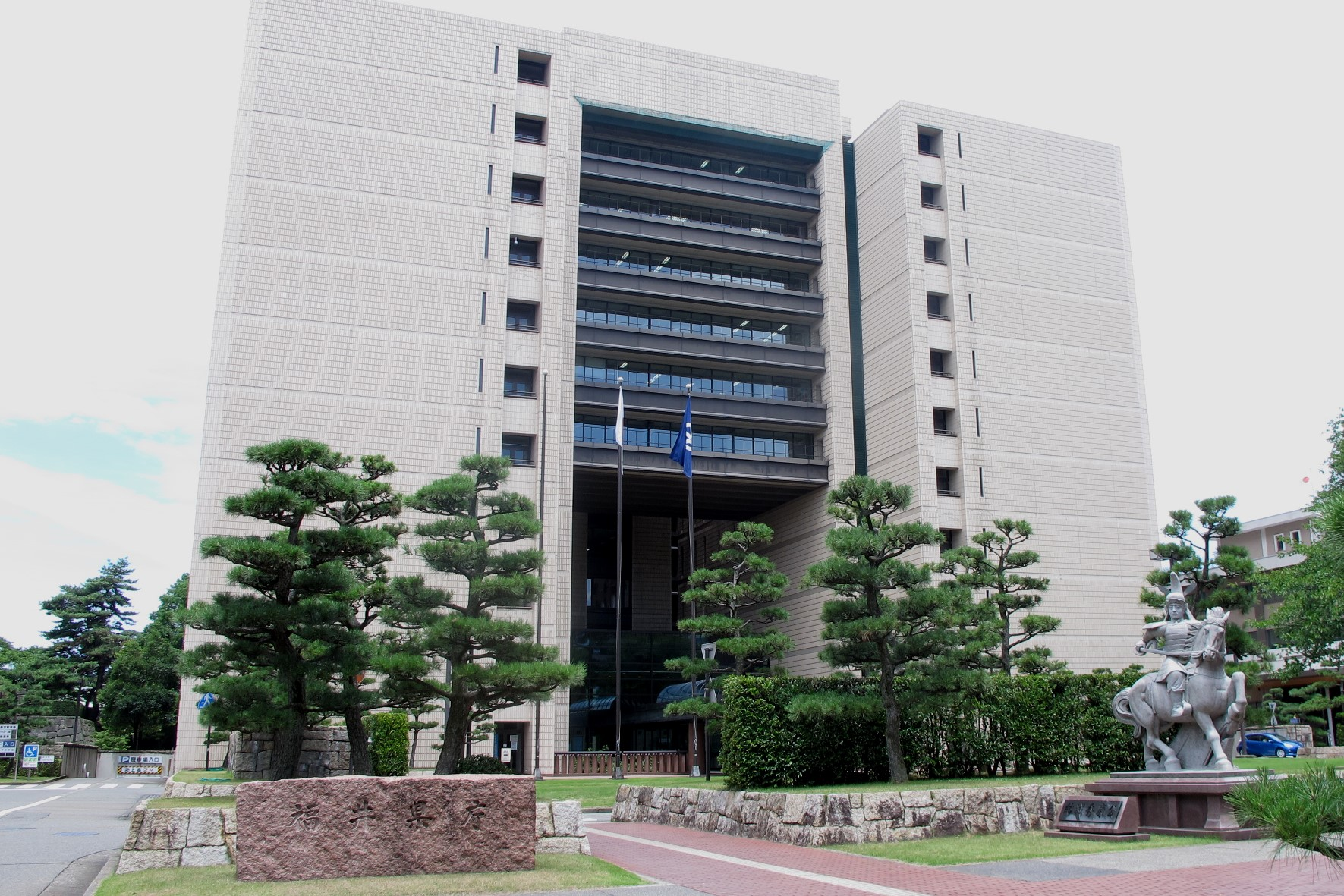
Präfekturverwaltung